# Ayşegül Çoban
Pour les articles homonymes, voir Coban.
Ayşegül Çoban (prononcé [ɑjʃɛgyl t͡ʃɔbɑn], née le 16 février 1992) est une haltérophile turque.

## Palmarès

### Championnats d'Europe
- 2011 à Kazan
  -  Médaille de bronze en moins de -53 kg.
- 2014 à Tel Aviv
  -  Médaille de bronze en moins de -53 kg.